# La Gamme jaune
La Gamme jaune est un tableau réalisé par la peintre tchèque František Kupka vers 1907 à Paris, en France. D'un format presque carré, cette huile sur toile est un autoportrait dominé par la couleur jaune. L'artiste s'y figure affalé en peignoir dans un fauteuil canné, une cigarette dans sa main gauche et un livre dans la droite. Reçue en don d'Audrey Jones Beck en 1994, l'œuvre est conservée au musée des Beaux-Arts de Houston, à Houston, au Texas, dans le Sud des États-Unis. Il s'agit de la deuxième version de ce portrait, la première, moins réaliste, se trouvant quant à elle au musée national d'Art moderne.